# Saint-Aulaire
Saint-Aulaire è un comune francese di 884 abitanti situato nel dipartimento della Corrèze nella regione della Nuova Aquitania.

## Società

### Evoluzione demografica
Abitanti censiti